# Храм Радхи-Кришны (Бангалор)
Шри Радха-Кришна-Чандра Мандир (англ. Sri Radha Krishna-Chandra Mandir, хинди  श्री राधा कृष्ण-चन्द्र मन्दिर , также Храм ИСККОН в Бангалоре англ. ISKCON Bangalore temple) — храм Международного общества сознания Кришны (ИСККОН), посвящённый Радхе и Кришне. Расположен в округе Раджаджинагар в северной части г. Бангалора, Карнатака, Индия. Один из наиболее крупных и известных кришнаитских храмов в мире. Инаугурацию храма в мае 1997 года провёл тогдашний Президент Индии Шанкар Даял Шарма. С 1999 года храм находится под контролем сторонников отколовшейся от ИСККОН группы под названием «Движение за возрождение ИСККОН» и является предметом судебного разбирательства, которое в 2011 году дошлo до Верховного суда Индии. Храм хорошо известен своей социальной работой, в особенности обеспечением бесплатного вегетарианского питания детям из семей малоимущих, осуществляемого в рамках гуманитарной программы Акшая-патра.
В храме шесть алтарей, на которых установлены для поклонения следующие мурти:
1. Радха-Кришна
2. Кришна-Баларама
3. Нитай-Гауранга (Нитьянанда и Чайтанья)
4. Шриниваса Говинда (Венкатешвара).
5. Прахлада-Нарасимха
6. Бхактиведанта Свами Прабхупада